# 聖勞倫斯教堂 (維斯馬)
聖勞倫斯教堂（德語：St. Laurentius）是位於德國北部梅克倫堡-前波莫瑞州城市維斯馬的一座教堂。聖勞倫斯教堂是梅克倫堡地區於宗教改革後興建的第五座教堂，並為最早建有塔樓的一座（37米高），教堂主建築長32米，寬14.5米，高10米。在第二次世界大戰中，1902年使用的祭壇被摧毀；戰後開始了教堂的重建工作，魏瑪玻璃畫研討會主任A.Anys在1948年設計了三個新的圓拱窗，展示了三位一體的描寫，1960年，教堂內部進行了大幅的翻新。

## 外部連結

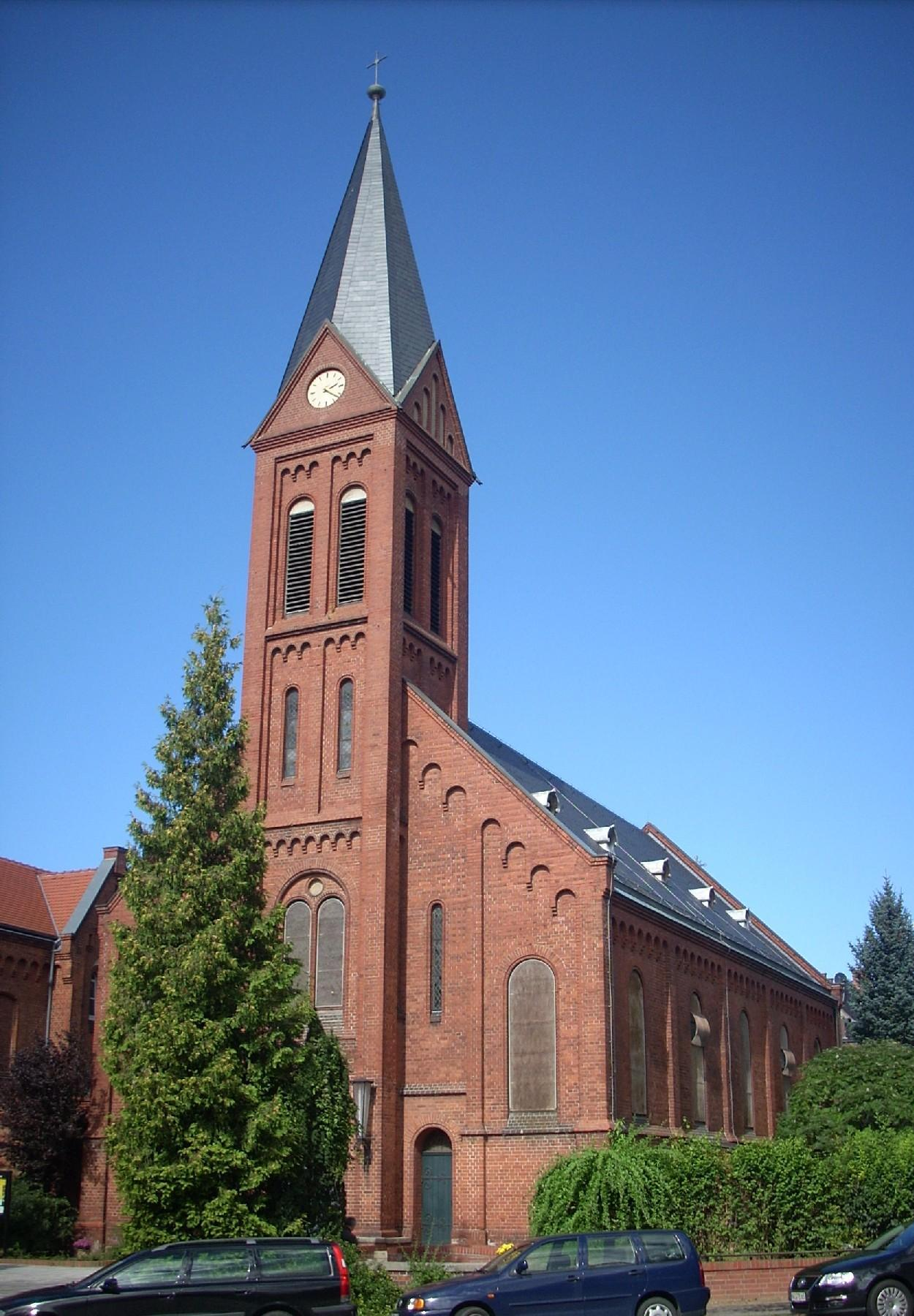
聖勞倫斯教堂

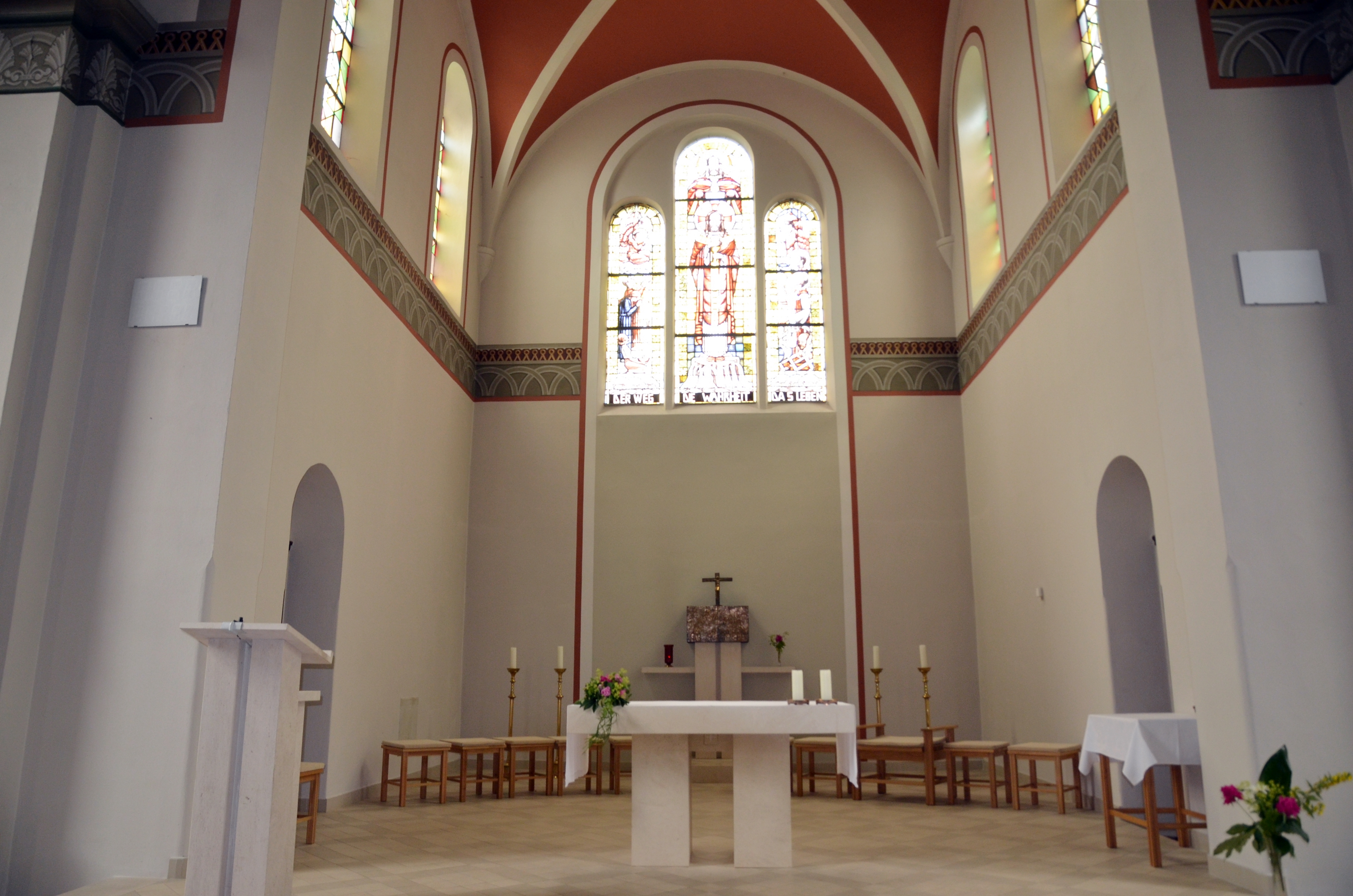
教堂內部

- Willkommen in der katholischen Pfarrei St. Laurentius Wismar mit Neukloster und Warin （页面存档备份，存于）